# Matoatoa
Matoatoa es un género de gecos de la familia Gekkonidae. Son diurnos y arbóreos. Las dos especies son endémicas de la isla de Madagascar.
Inicialmente, las dos especies se habían clasificado en el género Phyllodactylus. Desde el año 1998 y por el trabajo de Nussbaum et al. esta clasificación fue revisada y las especies movidas a este género.
En idioma malgache la palabra matoatoa significa fantasma.[cita requerida]

## Especies
Se reconocen las siguientes dos especies:
- Matoatoa brevipes (Mocquard, 1900).
- Matoatoa spannringi Nussbaum, Raxworthy & Pronk, 1998.